# Agriocnemis
Agriocnemis är ett släkte av trollsländor. Agriocnemis ingår i familjen dammflicksländor.

## Bildgalleri

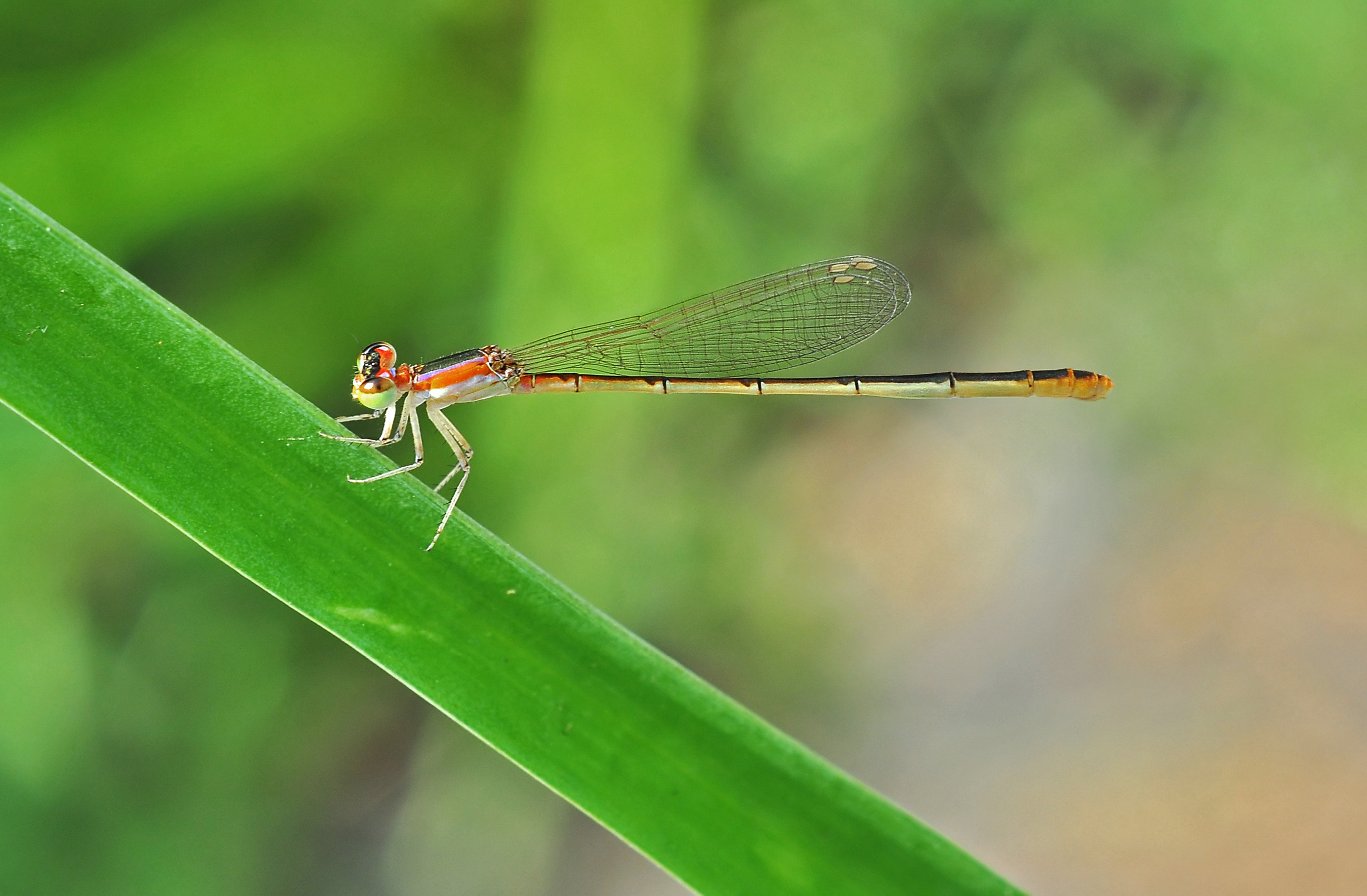
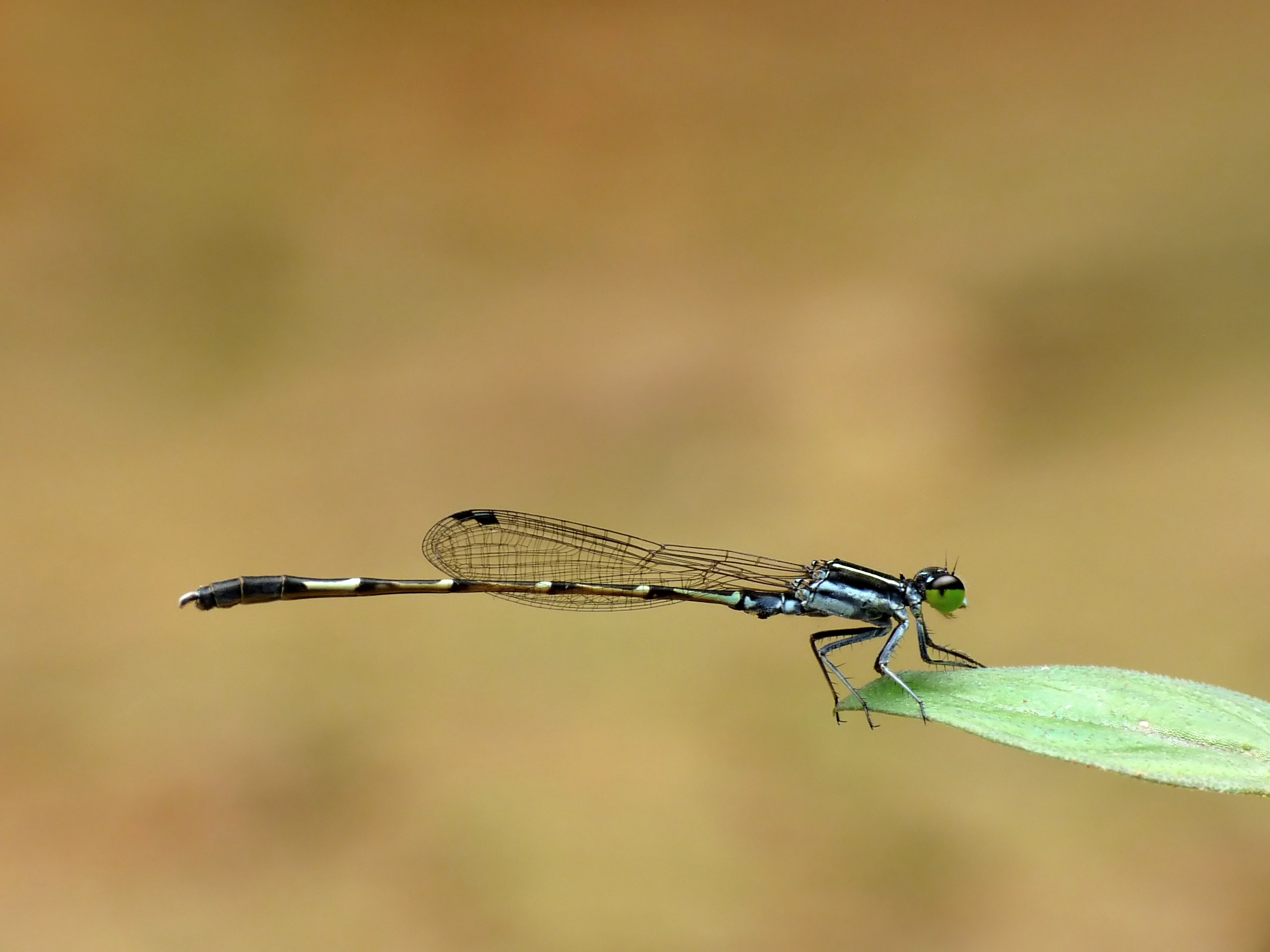
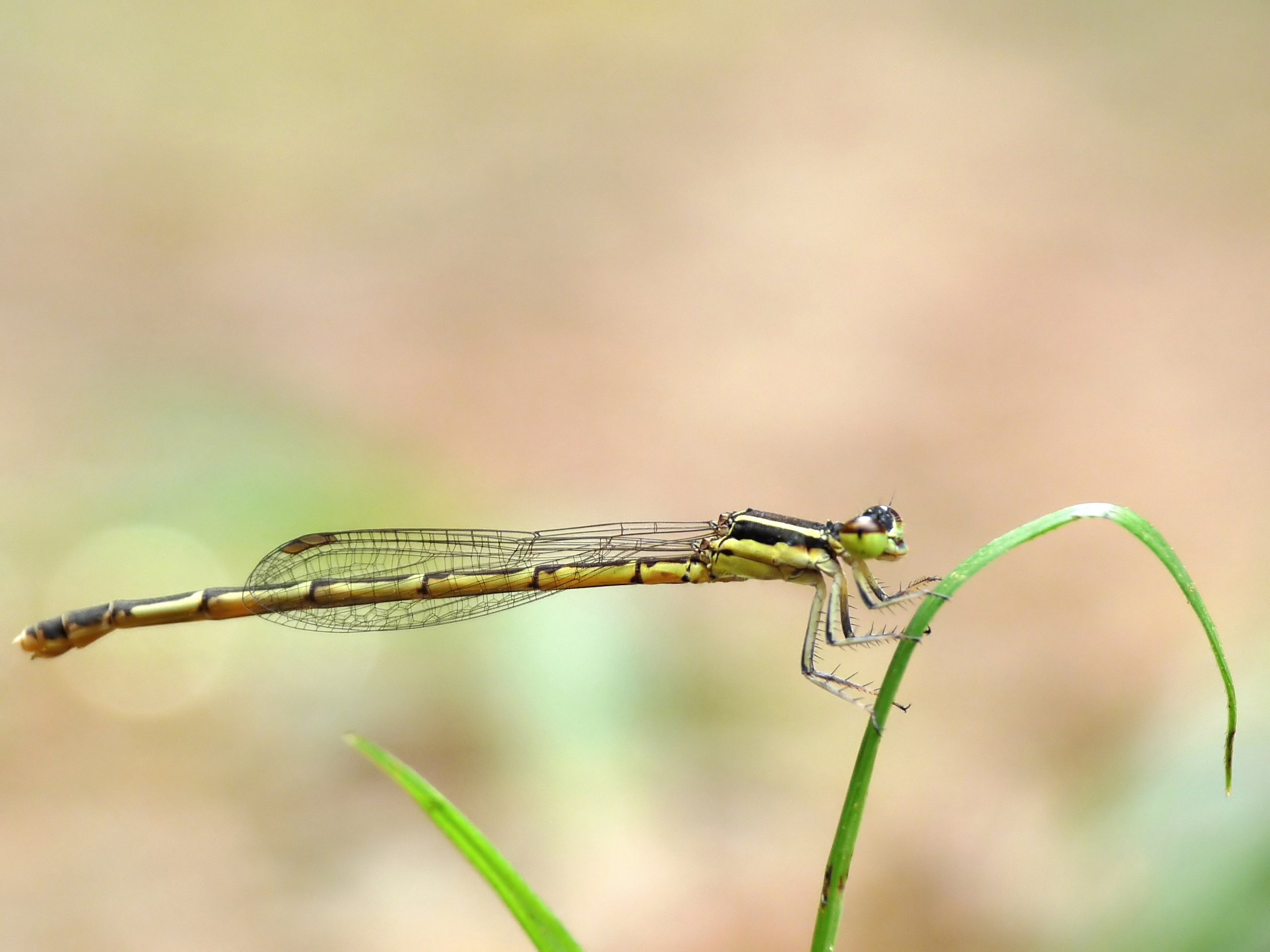
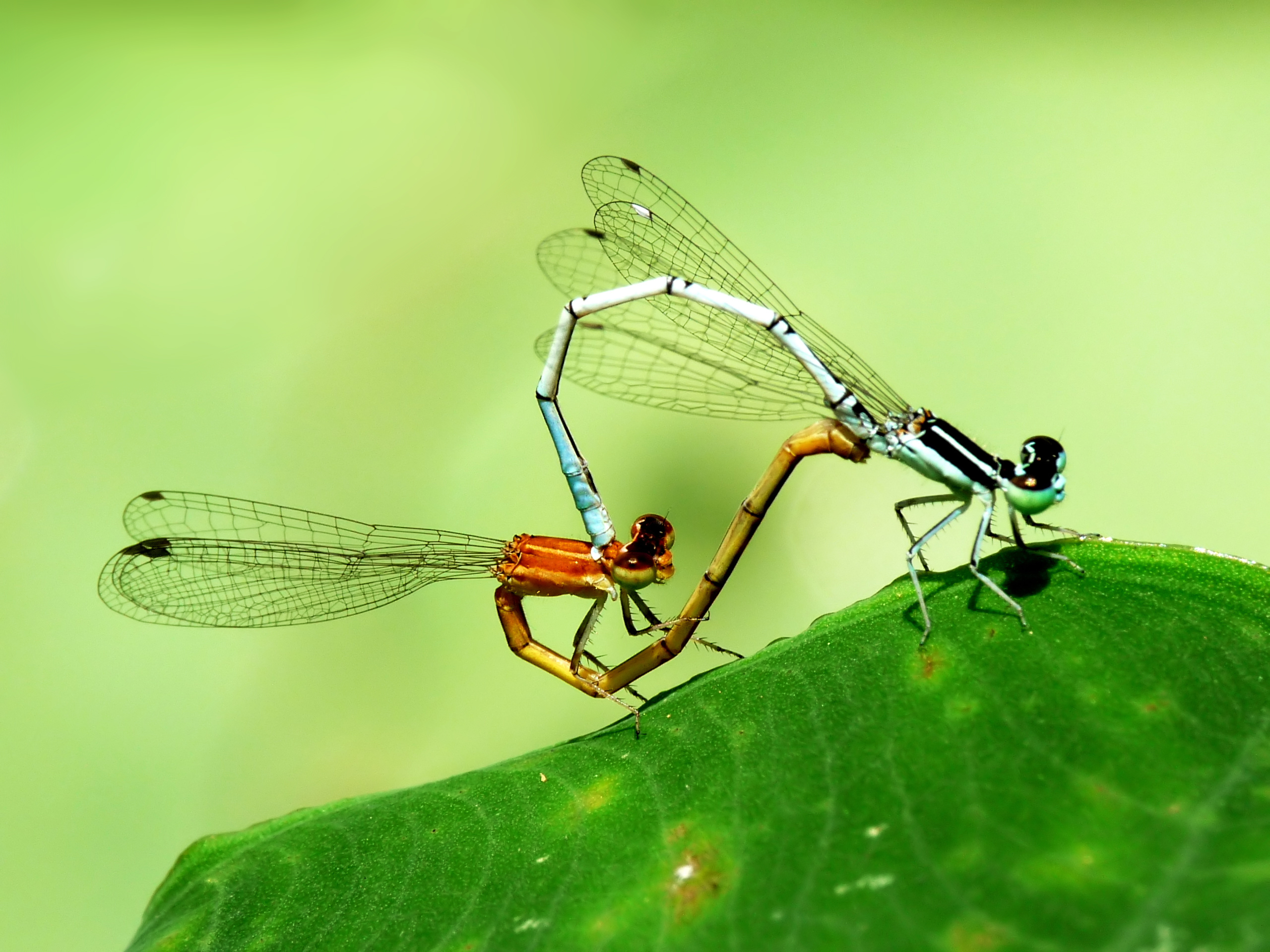
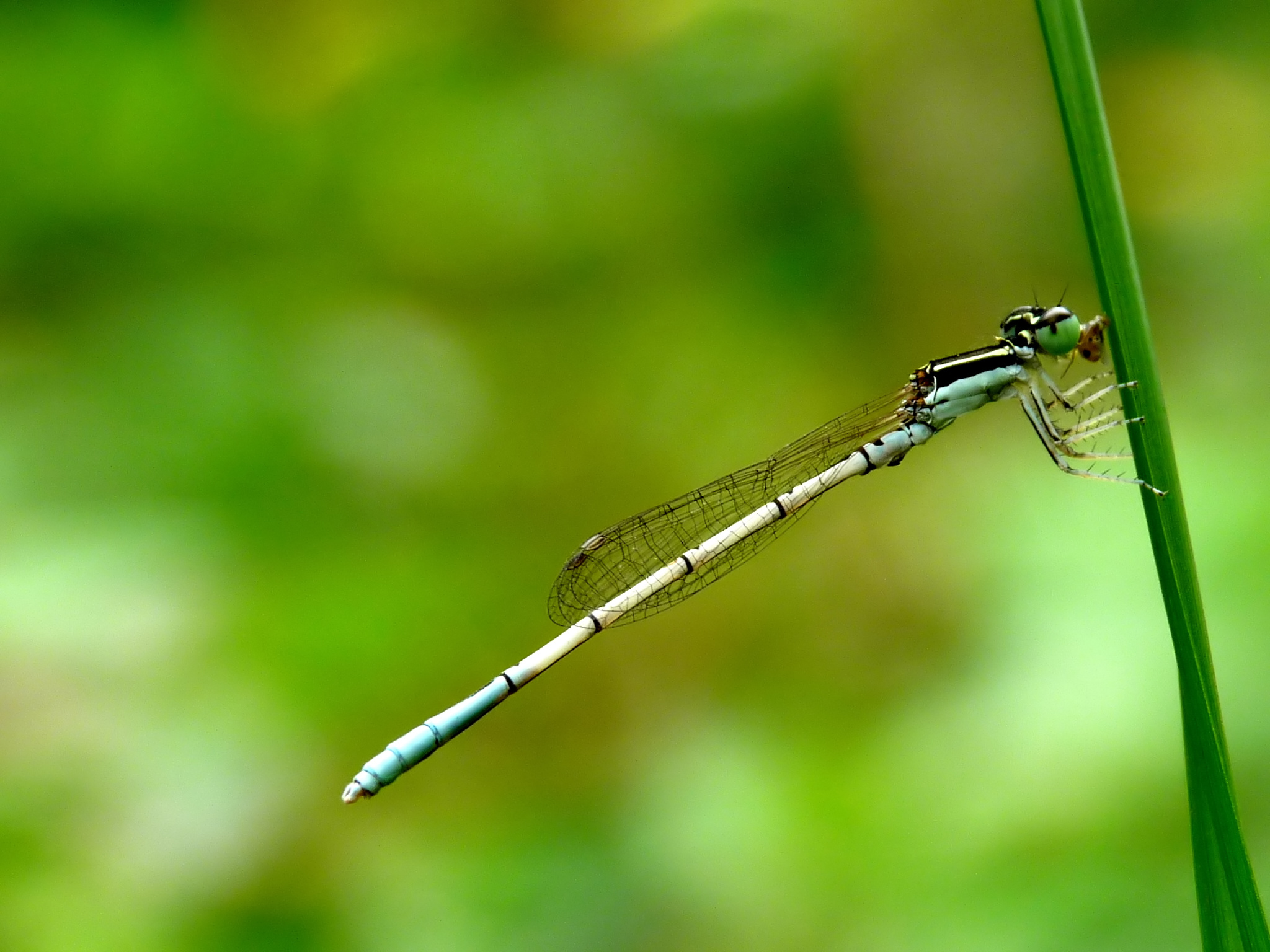

## Dottertaxa tillAgriocnemis, i alfabetisk ordning[1]
- Agriocnemis aderces
- Agriocnemis angolensis
- Agriocnemis angustirami
- Agriocnemis argentea
- Agriocnemis carmelita
- Agriocnemis clauseni
- Agriocnemis corbeti
- Agriocnemis dabreui
- Agriocnemis dissimilis
- Agriocnemis dobsoni
- Agriocnemis exilis
- Agriocnemis exsudans
- Agriocnemis falcifera
- Agriocnemis femina
- Agriocnemis forcipata
- Agriocnemis gratiosa
- Agriocnemis interrupta
- Agriocnemis inversa
- Agriocnemis keralensis
- Agriocnemis kunjina
- Agriocnemis lacteola
- Agriocnemis luteola
- Agriocnemis maclachlani
- Agriocnemis merina
- Agriocnemis minima
- Agriocnemis nana
- Agriocnemis palaeforma
- Agriocnemis pieli
- Agriocnemis pieris
- Agriocnemis pulverulans
- Agriocnemis pygmaea
- Agriocnemis ruberrima
- Agriocnemis rubricauda
- Agriocnemis salomonis
- Agriocnemis splendidissima
- Agriocnemis victoria
- Agriocnemis zerafica